# チリワック・セカンダリー
チリワック・セカンダリー（Chilliwack Secondary）は、カナダブリティッシュコロンビア州チリワックにある公立高校で、学区 33 チリワックの一部。
最初のチリワック中等学校は 1903年に設立された。学校は1950年に現在の場所に移転した。建設が完了し、ハイブリッド高校とコミュニティ・センターに変わった。プロジェクトは2013年に完了した。

## 主な卒業生
- トニー・クラーク - 活動家
- アラン・フォザリンガム（英語版） - 風刺ジャーナリスト
- パトリック・ギャラガー - 俳優
- ルイス・マッケンジー - 引退したカナダの少将、作家、メディア・コメンテーター。
- ジャック・マガウ - 放送ジャーナリスト
- ジョージ・ペダーセン - カナダの5つの大学の元学長
- ダイアナ・スウェイン（英語版） - CBC アンカーパーソン
- ホーマー・トンプソン（英語版） - 古典考古学者
- ターシャ・ティルバーグ（英語版） - スーパーモデル